# Vala Flosadóttir
Vala Flosadóttir (* 16. února 1978, Reykjavík) je bývalá islandská atletka, která se specializovala na skok o tyči.
V roce 1996 se stala ve Stockholmu první halovou mistryní Evropy. Na juniorském mistrovství Evropy 1997 ve slovinské Lublani vybojovala stříbrnou medaili, když na pokusy prohrála jen s Němkou Annike Beckerovou. O rok později získala bronz na halovém ME ve Valencii. V roce 1999 skončila stříbrná na halovém MS v Maebaši. V témže roce se stala v Göteborgu mistryní Evropy do 23 let.
Na letních olympijských hrách 2000 v australském Sydney, kde se ženská tyčka uskutečnila vůbec poprvé získala bronzovou medaili za výkon 450 cm. Výše skočila jen Australanka Taťána Grigorjevová a olympijské zlato získala Stacy Dragilaová.

## Osobní rekordy
- hala – 445 cm – 5. března 1999, Maebaši
- venku – 450 cm – 25. září 2000, Sydney

## Vyznamenání
- rytířský kříž Řádu islandského sokola – Island, 1. ledna 2001[1]